# Fritz Ficker
Fritz Ficker (* 11. September 1913 in Hohndorf; † Juli 1948; 1956 vom Kreisgericht Hohndorf für tot erklärt) war ein deutscher SS-Oberscharführer und Blockführer im KZ Sachsenhausen.

## Leben
Fritz Ficker war Sohn eines Bergmannes. Nach dem Besuch der Volksschule machte er eine Lehre in einem metallverarbeitenden Betrieb. Seine gesamte Freizeit widmete er dem Sport.
Im Jahre 1933 wurde Ficker Mitglied der SA. Im Juni 1934 meldete er sich für zweieinhalb Jahre zum Militär. 1936 wurde er als Gefreiter aus dem Heer entlassen. Im Jahre 1936 schloss er sich den SS-Totenkopfverbänden in Prettin an. Am 2. Mai 1937 beantragte er die Aufnahme in die NSDAP und wurde rückwirkend zum 1. desselben Monats aufgenommen (Mitgliedsnummer 4.293.085). Im Jahre 1938 nahm er mit der Totenkopf-Standarte „Brandenburg“ am Einmarsch in Österreich und dem Sudetenland teil.
Am 1. März 1939 wurde Ficker in den Kommandanturstab des KZ Sachsenhausen versetzt und kurz darauf zum Blockführer in der „Isolierung“ ernannt, einem vom übrigen Lager angeschotteten Bereich. Er tötete aber auch indirekt, etwa indem er Häftlinge gezielt bis zum Zusammenbruch „Sport treiben“ ließ. Darüber hinaus wirkte er an mehreren Massenmordaktionen im KZ Sachsenhausen mit, wie an der gegen die sowjetischen Kriegsgefangenen im Herbst 1941. Nach der Ernennung zum SS-Oberscharführer wurde Ficker mit dem Posten eines Kommandoführers im Sachsenhausener Außenlager Klinkerwerk betraut. Auch hier fiel er durch Brutalität und Bösartigkeit auf. Im Frühjahr 1943 stieg er zum Rapportführer des Außenlagers Falkensee auf.
Im Januar 1944 kam er als Arbeitsdienstführer ins KZ Dora-Mittelbau. Hier blieb er bis April 1945. Anschließend trieb er eine Häftlingskolonne zum Todesmarsch über den Harz. Im Sommer 1945 wurde er von den britischen Streitkräften interniert und im Jahr darauf an die sowjetischen Behörden ausgeliefert.
Im Oktober 1947 wurde Ficker vor einem sowjetischen Militärtribunal im Sachsenhausen-Prozess angeklagt und am 31. Oktober 1947 wegen seiner Mitwirkung an der Ermordung der sowjetischen Kriegsgefangenen zu lebenslanger Haft mit Zwangsarbeit verurteilt. Während der Haft starb er im Juli 1948 im Gulag in Workuta.
Am 22. August 1956 erklärte das Kreisgericht Hohndorf Ficker für tot.